# Salt on Our Skin
Salt on Our Skin (Brasil: A Pele do Desejo / Portugal: O Sal na Nossa Pele) é um filme erótico de drama romântico de 1992, dirigido por Andrew Birkin, estrelado por Greta Scacchi e Vincent D'Onofrio. O filme é baseado no romance les vaisseaux du coeur de Benoîte Groult publicado em 1988. A trama segue a relação apaixonada entre amantes incompatíveis, uma intelectual parisiense e um pescador escocês, reunidos pela luxúria. Seus encontros apaixonados ao longo de 30 anos fazem com que suas vidas valham a pena. Scacchi e D'Onofrio eram um casal da vida real naquela época.

## Elenco
- Greta Scacchi como George McEwan
- Vincent D'Onofrio como Gavin McCall
- Shirley Henderson como Mary McCall
- Anaïs Jeanneret como Frédérique McEwan
- Petra Berndt como Josie
- Claudine Auger como Mrs. McEwan
- Laszlo I. Kish como Angus
- Barbara Jones como Ellen
- Rolf Illig como Sr. McEwan
- Hanns Zischler como Sidney
- Barbara Jones como Ellen
- Charles Berling como Roger
- Sandra Voe como Mrs. McCall
- Philip Pretten como Al
- Kerry Harris como Daniel

## Recepção
O filme foi filmado em Montreal, Escócia, Saint Thomas, Ilhas Virgens Americanas, Paris e na Igreja de São Bernardo de Clairvaux em North Miami Beach. Estreou na Alemanha em 17 de setembro de 1992. Nos Estados Unidos foi lançado sob o título Desire. O filme foi uma decepção comercial. Também não foi bem recebido pelos críticos de cinema que destacam a credibilidade e motivações dos personagens principais.

## Lançamento de DVD
Salt on Our Skin está disponível em DVD da Região 2.